# 1930 no desporto

## Futebol
- 25 de janeiro - Fundação do São Paulo Futebol Clube.
- 8 de Julho - Fundação do Fast Clube, de Manaus.
- 13 de julho - Realização da primeira Copa do Mundo de Futebol no Uruguai.[1]
- 30 de julho - O Uruguai vence a Argentina por 4 a 2 e torna-se Campeão do Mundo pela primeira vez.[2]
- 12 de novembro - Fundação do Clube Desportivo das Aves, de Vila das Aves.
- 25 de novembro - Fundação do Estrada de Ferro Sorocabana Futebol Clube, de Sorocaba.
- Fundação da Federação Tanzaniana de Futebol

## Xadrez
- 16 de janeiro a 4 de fevereiro - Torneio de xadrez de Sanremo de 1930, vencido por Alexander Alekhine.[3]

## Nascimentos
| Data           | Nome                    | Profissão                                | Nacionalidade                    | Observações | Ref    |
| -------------- | ----------------------- | ---------------------------------------- | -------------------------------- | ----------- | ------ |
| 25 de janeiro  | Heinz Schiller          | piloto de automobilismo                  | Suíça                            | m. 2007     | [ 4 ]  |
| 30 de janeiro  | Liminha                 | futebolista                              | Brasil                           | m. 1985     | [ 5 ]  |
| 6 de fevereiro | Armando Marques         | ex-árbitro                               | Brasil                           | m. 2014     | [ 6 ]  |
| 9 de março     | Pyotr Bolotnikov        | atleta, fundista                         | Rússia (atual) · União Soviética | m. 2013     | [ 7 ]  |
| 3 de maio      | Yvonne Sherman          | patinadora artística                     | Estados Unidos                   | m. 2005     | [ 8 ]  |
| 3 de julho     | Wilson Gomes Carneiro   | atleta, barreirista                      | Brasil                           |             |        |
| 12 de julho    | Guy Ligier              | piloto de automobilismo                  | França                           | m. 2015     | [ 9 ]  |
| 22 de agosto   | Gylmar dos Santos Neves | ex-goleiro                               | Brasil                           | m. 2013     | [ 10 ] |
| 8 de setembro  | Jeannette Altwegg       | patinadora artística                     | Reino Unido                      | m. 2021     | [ 11 ] |
| 10 de outubro  | Eugenio Castellotti     | automobilista                            | Itália                           | m. 1957     | [ 12 ] |
| 28 de outubro  | Bernie Ecclestone       | piloto, empresário e dirigente esportivo | Reino Unido                      |             |        |
| 9 de novembro  | José Águas              | futebolista                              | Portugal                         | m. 2000     | [ 13 ] |
| 11 de novembro | Chico Formiga           | ex-técnico e jogador de futebol          | Brasil                           | m. 2012     | [ 14 ] |
| 12 de dezembro | Manuel Faria            | atleta, fundista                         | Portugal                         | m. 2004     | [ 15 ] |
| 14 de dezembro | Suzanne Morrow          | patinadora artística                     | Canadá                           | m. 2006     | [ 16 ] |
| desconhecida   | Daniel Ryan             | patinador artístico                      | Estados Unidos                   | m. 1961     | [ 17 ] |

## Mortes
| Data          | Nome            | Profissão                 | Nacionalidade | Observações | Ref |
| ------------- | --------------- | ------------------------- | ------------- | ----------- | --- |
| 5 de junho    | Eric Lemming    | atleta, lançador de dardo | Suécia        | n. 1880     |     |
| 2 de novembro | Isidor Gunsberg | enxadrista                | Hungria       | n. 1854     |     |